# Robert Holmes (Admiral)

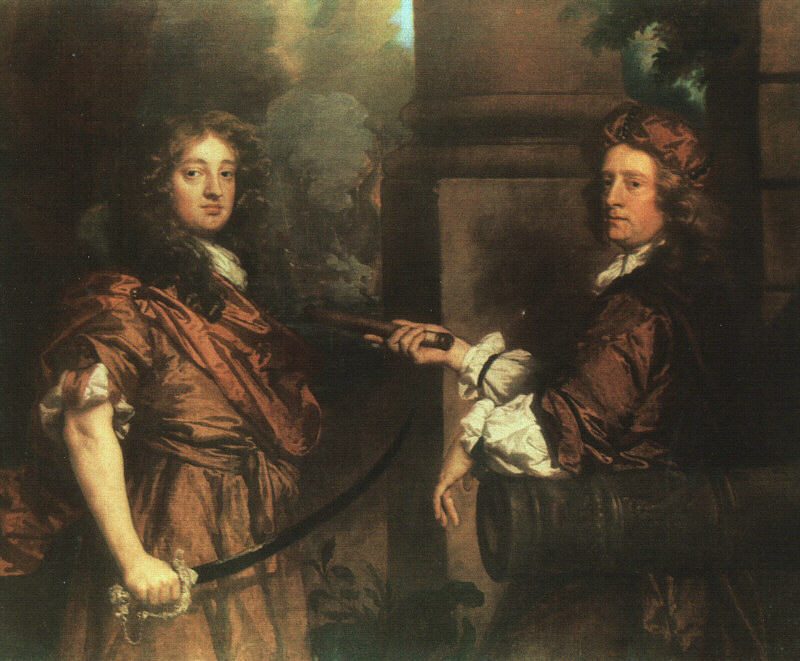
Robert Holmes (rechts) mit seinem Freund Frescheville Holles

Sir Robert Holmes (* um 1622 in Mallow; † 18. November 1692) war ein englischer Admiral der königlichen Marine zur Zeit der Stuart-Restauration. Er nahm am zweiten und dritten englisch-niederländischen Seekrieg teil, wobei er beide Male als Verursacher der Kriege angesehen wird.
Er war Gouverneur der Isle of Wight, wo er in der Gemeinde Yarmouth begraben liegt. Holmes wurde hauptsächlich bekannt durch seine Heldentaten auf der Seereise nach Guinea (1664) für die Royal African Company und für das so genannte Holmes’ Freudenfeuer von 1666. Manche sahen in ihm den streitsüchtigen Offizier der Restaurationszeit, andere den professionellen britischen Marineoffizier.

## Leben und Wirken

### Militärische Anfänge
Robert wurde um das Jahr 1622 geboren als Sohn von Henry Holmes, des Landjunkers von Mallow, County Cork, Irland. Aus seinen ersten Lebensjahren ist nichts bekannt, obwohl seine fehlerfrei geschriebenen Befehle und seine elegante Handschrift auf eine gute Erziehung hinweisen. Mit großer Wahrscheinlichkeit ist er der Enkel von Robert Holmes, dem Ortsvorsteher von Mallow im Jahre 1612.
Erste Erwähnung findet der junge Robert Holmes während des englischen Bürgerkriegs, als er auf der royalistischen Seite in Prinz Moritz’ Kavallerieregiment als Kornett unter Hauptmann Richard Atkyns diente. Aus dieser Zeit rührte auch die lebenslange Freundschaft mit Prinz Moritz’ Bruder, Prinz Rupert, den er nach der Niederlage der Royalisten auf die Schlachtfelder des europäischen Festlands begleitete.

### Beginn der Marinelaufbahn
Als im Jahre 1648 Teile der englischen Flotte zur Seite des im Exil lebenden englischen Königs überliefen, kam Holmes (zu dieser Zeit war er Hauptmann der Armee) zum ersten Mal in Kontakt mit der Marine.
Er nahm 1649–1652 an der abenteuerlichen Reise der königlichen Flotte unter Ruprecht von der Pfalz mit der Kinsale durchs Mittelmeer teil, wo die Flotte Piraterie betrieb und spanische und englische Schiffe aufbrachte.. In Westafrika wurde er zwischen Gambia und Kap Verde zeitweise von Einheimischen gefangen genommen. In der Karibik erlitten drei der verbliebenen Schiffe Schiffbruch und nur das Schiff Rupert mit Holmes entkam. Da die Zahl der Seeleute im Laufe der Reise durch Stürme, Kämpfe und Meutereien stark abnahm, erhielt Holmes das Kommando über vier Prisenschiffe, mit denen er nach Frankreich zurücksegelte. Während Prinz Rupert sich bei der Ankunft in Frankreich sofort zum Hof des Exilkönigs begab, wurde Holmes mit dem Verkauf der Prisen und der Bezahlung der Seeleute beauftragt.
Nach einem Bericht von Cromwells Geheimdienst soll er danach vom spanischen König einen Kaperbrief erhalten haben. Da allerdings keinerlei weitere Hinweise auf diese Tätigkeit bekannt sind, erscheint der Wahrheitsgehalt dieses Papiers nicht sehr hoch. Denkbar ist, dass er − wie viele andere königstreue Soldaten und insbesondere irische Offiziere – in der imperialen Armee Dienst versah. Die Inschrift auf seinem Grabstein in Yarmouth nennt Flandern, Frankreich und Deutschland als Kriegsschauplätze, auf denen er kämpfte. Kurz vor der Stuart-Restauration diente er als Kurier zwischen König Karl II. und Edward Montagu, in dessen Auftrag er auch sein erstes Marinekommando auf dem Schiff Bramble erhielt, das auf dem Medway patrouillierte.

### Offizier während der Stuart-Restauration
Nachdem König Karl II. nach England zurückgekehrt war, wurde Holmes für seine Dienste mit dem Kapitänsrang ausgezeichnet und erhielt das Kommando über Sandown Castle. Ein neues Kommando über ein anderes Patrouillenschiff erhielt er außerdem vom Herzog von York (James, der spätere König Jakob II.) persönlich, der mittlerweile zum Lord High Admiral ernannt worden war. Das Ende seiner Karriere war aber noch lange nicht erreicht.

### Die erste Afrikaexpedition
Die Berichte von Prinz Rupert über einen „Berg aus Gold“ in Gambia, der nur darauf wartet, abgebaut und nach England gebracht zu werden, trieb die Royal African Company, deren Direktor der Herzog von York war, dazu, eine Expedition zur Guineaküste auszurüsten, die damals großteils in niederländischem Besitz war. Schriftliche Aufzeichnungen der Royal African Company sind damals von William Coventry durchgeführt worden und sind überliefert. Holmes, dem die Küste bekannt war, war der ideale Mann für dieses Unternehmen und wurde zum Kapitän des Flaggschiffs Henrietta ernannt. Zur Flotte gehörten außerdem die königlichen Schiffe Sophia, Amity, Griffin und Kinsale. Seine Befehle waren es, die Vertreter der Company in jeder denkbaren Weise zu unterstützen und ein Fort zu errichten. Vertraulich wurde ihm aufgetragen, Informationen über den „Berg aus Gold“ einzuholen.
Das Ergebnis dieser Expedition war undurchsichtig. Bei seiner Ankunft auf der Insel Gorée informierte er dreist den niederländischen Gouverneur darüber, dass England das ausschließliche Recht für sich in Anspruch nähme, zwischen dem Kap Verde und dem Kap der Guten Hoffnung Handel zu treiben und die Seewege zu beherrschen. Nachdem dies Proteste des Statthalters der Niederlande hervorrief und Vergeltungsaktionen gegen englische Schiffe durchgeführt worden waren, bestritten der König und sein Berater Sir George Downing, jemals diese Rechte beansprucht zu haben. Nachdem Holmes die Küste und die Mündung des Gambia erkundet hatte, errichtete er ein Fort auf Dog Island im Mündungsbereich des Gambia und benannte die Insel in Charles Island um. Flussaufwärts, auf St. Andreas Island nahe Juffure, eroberte er ein Fort, das offiziell dem Herzog von Kurland gehörte, aber offensichtlich in holländischer Hand war. Diese Insel benannte er in James Island um.
Obwohl sich die Expedition für die Royal African Company finanziell nicht auszahlte, scheint sie für Holmes doch profitabel gewesen zu sein. Zumindest erwähnt der Marinestaatssekretär Samuel Pepys in seinen Tagebüchern, dass Holmes fortan einen aufwendigen Lebenswandel führte, wenn er ihn auch ansonsten verachtete.
Die Expedition war der Wendepunkt in Holmes Karriere. Er hatte erkennen lassen, dass er geschickt war im Umgang mit Afrikanern, Companyvertretern, den Holländern, seiner Besatzung und Offizieren und bewies damit alle Fähigkeiten eines umsichtigen Anführers. Er erhielt er das Kommando als Kapitän des Flaggschiffs Royal Charles, nur um es schnell wieder zu verlieren, weil er es unterließ, den schwedischen Botschafter zum Flaggengruß zu zwingen. Dies war allerdings nur zeitweise ein Rückschritt, denn schon bald schenkte ihm der König 800 Pfund, und er bekam das Kommando über das gerade vom Stapel gelaufene Schiff Reserve. Die immer wieder geäußerte Meinung von Samuel Pepys, dass er ein unbeholfener Kapitän sei, führte zum öffentlichen Streit. Dieser ebbte im Laufe der Zeit zwar ab, zu einer Aussprache zwischen beiden kam es aber nie.
An Bord seines Schiffes Reserve testete Holmes ein Paar Pendeluhren, die Christiaan Huygens entwickelt hatte.

### Die zweite Afrikaexpedition

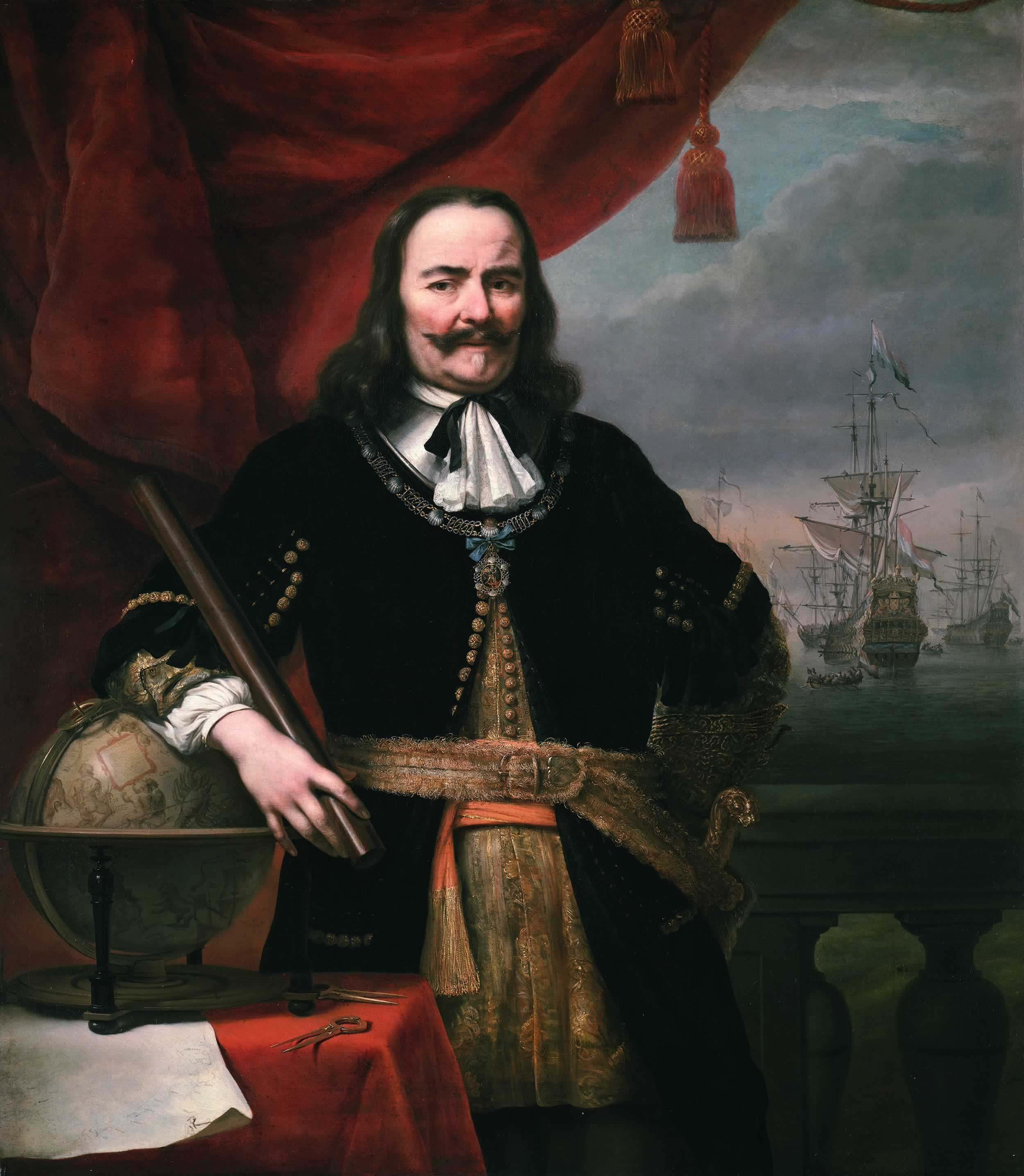
Admiral Michiel de Ruyter

Die Ziele der Guineaexpedition von 1664 sind unklar. Obwohl er später beschuldigt wurde, seine Befehle zu weit ausgelegt zu haben, weil er holländische Forts und Schiffe erobert hatte, spricht schon der Chronist Coventry in seinen Aufzeichnungen für die Company davon, dass „ein Spiel“ gestartet werden sollte, was eigentlich nur einen holländisch-englischer Krieg bedeuten kann. (Bath MSS. CII, ff. 3–13).
Holmes Befehle, von Coventry niedergeschrieben und von König Jakob unterzeichnet, lauteten, „die Interessen der Royal Company voranzutreiben und alles, was sich ihm in den Weg stellen sollte, zu töten, erobern oder zu versenken“, insbesondere das Schiff „Goulden Lyon of Flushing“ der holländischen Westindien Company, das den Engländern schon viele Probleme bereitet hatte. Der Grund der Anklage gegen Holmes war eigentlich, dass er einen derartigen Erfolg mit seinen Aktionen hatte, der selbst die kühnsten Erwartungen übertraf, und andererseits ein geeigneter Sündenbock war. Im Einzelnen eroberte er den Westindienfahrer „Brill“ in Sichtweite der holländischen Basis auf der Insel Goree am 27. Dezember 1663. Als wenn er − insbesondere gegen die holländische Westindien-Kompanie − einen Groll hegte, brachte er portugiesische, afrikanische und holländische Handelsschiffe auf. Er versenkte zwei Schiffe, eroberte zwei andere, alles unter den Kanonen der Bastion von Goree. Am 22./23. Januar 1664 nahm er das Fort selber ein. Am 28. März eroberte er in einer meisterhaften taktischen Aktion die „Goulden Lyon“, die mittlerweile in „Walcheren“ umbenannt worden war, und brachte sie nach England, wo sie in der englischen Marine verwendet wurde.
Am 10. April eroberte er die „Anta Castle“ vor der Goldküste, sowie einige andere Festungen und Schiffe. Der größte Coup war die Eroberung des holländischen Hauptstützpunkts in Westafrika, Cape Coast Castle nahe Elmina am 1. Mai. Entgegen einer weit verbreiteten Meinung war Holmes aber nicht an der Eroberung von Neu Amsterdam beteiligt.
Im August wurde Michiel de Ruyter heimlich mit einer Streitmacht nach Westafrika entsandt, um die Rückeroberung zu starten. Es gelang ihm, alle Stützpunkte zurückzuerlangen, bis auf Cape Coast Castle, was bedeutete, dass auch nach 1664 ein englischer Küstenstützpunkt existierte. Holmes Rückkehr nach England war unüberlegt, da er nicht ahnte, welche Auswirkungen seine Aktionen in London hatten. Da er Schiffe der königlichen Marine kommandierte, gehörte nicht alles, was Holmes erobert hatte, automatisch der Royal Company. Außerdem musste das Seegericht darüber entscheiden, wie viel Prisengeld Holmes und seinen Männern zustand. Da Holmes Beute weit hinter den (unvernünftigen) Erwartungen der Company zurückblieb, wurde er zweimal im Tower inhaftiert (9. Januar und 14. Februar 1665), wo er von den Außenministern Henry Bennet und William Morrice befragt wurde. Aus dieser misslichen Lage wurde Holmes befreit, als die Niederländer am 22. Februar verkündeten, dass sie sich als Konsequenz aus den Vorgängen in Afrika an englischen Schiffen rächen würden. Dies wurde von den Engländern als Kriegserklärung angesehen.

### Der zweite Englisch-Niederländische Krieg

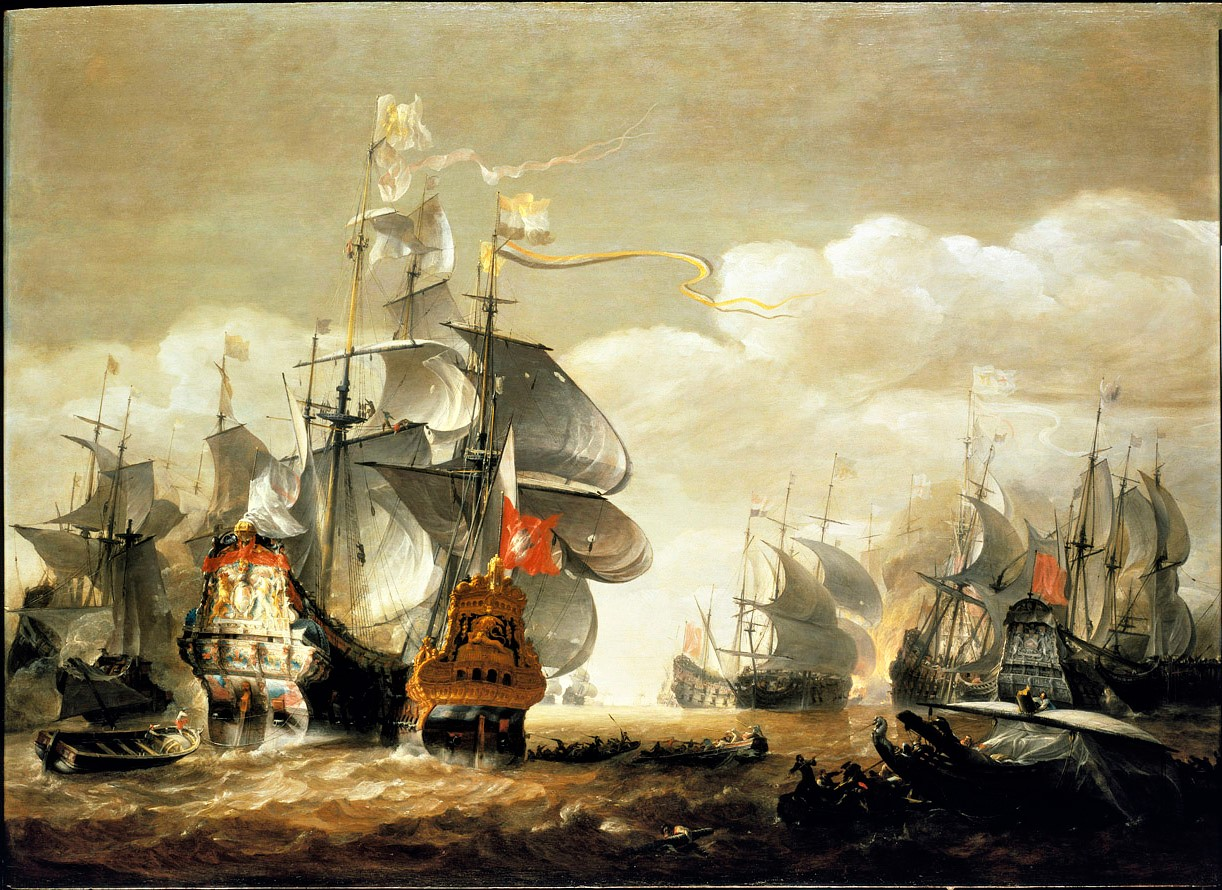
Seeschlacht von Lowestoft

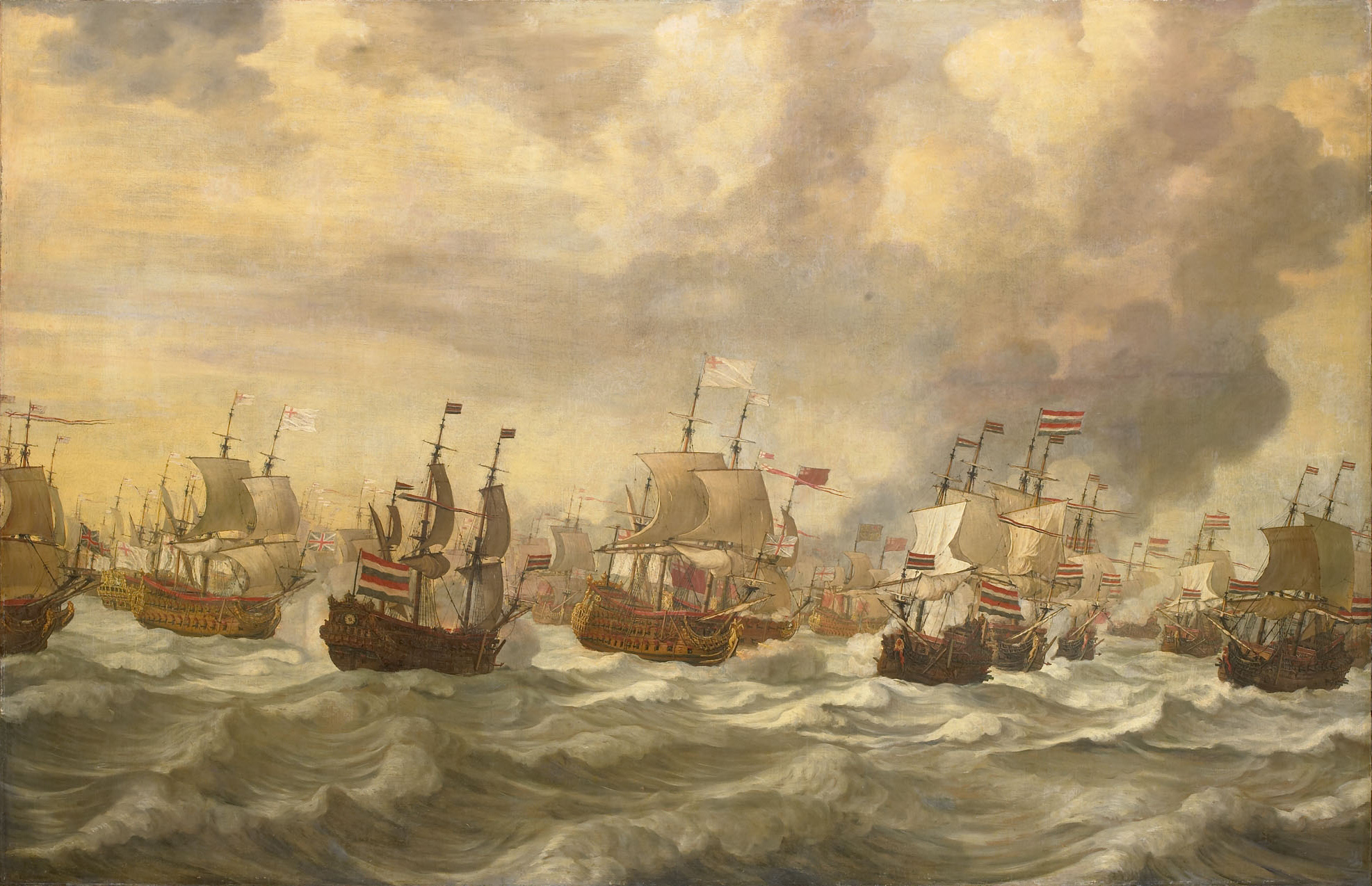
Seeschlacht der Vier Tage

Kaum einen Monat nach seiner Entlassung und der vollen Rehabilitation übernahm Holmes das Kommando auf der „HMS Revenge“, einem Kriegsschiff mit 58 Kanonen, dem Flaggschiff von Prinz Ruperts „weißem Geschwader“.
Als während der Seeschlacht bei Lowestoft am 3. Juni 1665 der Konteradmiral des Weißen Geschwaders, Robert Sansum getötet wurde, beanspruchte Holmes seinen Posten, was Rupert auch unterstützte. James von York übergab den Rang aber an den Kapitän seines eigenen Flaggschiffs, Harman. Holmes reagierte unbeherrscht und gab sein Kommando zurück. Was die Situation noch verschlimmerte war, dass Holmes ständiger Rivale Sir Jeremiah Smith zum Flaggkapitän ernannt wurde.
Aber erneut kam es zu einem versöhnlichen Ausgang der Angelegenheit.
Am 27. März 1666 wurde das starke 64 Kanonen-Kriegsschiff „Defiance“ in Anwesenheit von König Karl II., seinem Bruder James von York und Prinz Rupert, vom Stapel gelassen. Holmes wurde zum Kapitän dieses Schiffes ernannt und bei dieser Gelegenheit auch gleich zum Ritter geschlagen. Holmes gehörte mit seinem Schiff nun zum „Roten Geschwader“ und wurde schließlich auch zum Flaggschiff des Geschwaders bestimmt. Seine Aufgabe war es, die niederländische Flotte zu beschatten und gleichzeitig französische Schiffe abzufangen. Befriedigend für ihn war, dass er durch diese Befehle im Rang über Harman, dem Konteradmiral des „Weißen Geschwaders“ stand. Diese Kränkung widersprach eindeutig dem System des Dienstalters und war in späteren Jahren undenkbar.
Während der mörderischen Viertageschlacht redete man davon, dass Holmes „Wunder“ vollbracht habe und er wurde als Konteradmiral des Roten Geschwaders bestätigt. Sein Schiff wurde während der Schlacht derart stark beschädigt, dass er die Flagge auf das teilweise abgebrannte und entmastete 72-Kanonen Schiff „Henry“ bringen musste. Dies war Harmons Schiff, der verwundet worden war. Trotzdem wurden ihm wieder andere bei der Beförderung vorgezogen, nämlich seine Rivalen Sir Jeremy Smith, der zum Admiral des „Blauen Geschwaders“ ernannt wurde und Sir Edward Spragge, der Vizeadmiral des Blauen Geschwaders wurde. Diese ständigen Rivalitäten waren ein Markenzeichen in der Marine während der Stuart-Restauration und Holmes nutzte Sir Jeremy Smith’ Verhalten während des St. James’s Day Fights, um einen erbitterten Streit mit ihm zu beginnen. Smith’ Geschwader war nämlich während der Schlacht von Cornelis Tromp in die Flucht geschlagen worden. Diese gegenseitigen Beschuldigungen zwischen den Offizieren und ihren jeweiligen Anhängern spielten auch eine Rolle in der nachfolgenden parlamentarischen Untersuchung über Veruntreuungen in der Marineverwaltung und des Verhaltens während des Krieges.

### Holmes’ Freudenfeuer
Am 9. August 1666 vollbrachte Holmes seine größte Heldentat, wieder durch die eigenwillige Auslegung seiner Befehle, wie die Chronisten Pepys und Coventry ärgerlich in ihren Aufzeichnungen niederschrieben.
Holmes sollte 500 Mann auf der Insel Vlieland anlanden und weitere 400 auf der Insel Terschelling. Dort sollten sie so viel wie möglich plündern und zerstören. Stattdessen startete er aber einen Branderangriff auf den Hauptteil der Handelsflotte, die in der Vlie Straße vor Anker lag. Er zerstörte 150 Schiffe und brandschatzte den Hauptort West-Terschelling. Diese Tat, „Holmes' Freudenfeuer“ genannt, war der härteste Schlag der Engländer gegen die niederländische Handelsflotte und gefährdete ernsthaft die niederländischen Kriegsanstrengungen. Die Engländer verloren bei dieser Aktion lediglich 12 Seeleute.
Holmes stand nun in hoher Gunst. Im Frühjahr des Jahres 1667 übernahm er ein Geschwader in Portsmouth und auf der Isle of Wight, eine lukrative Ernennung, die ihm die Möglichkeit gab, eines der Prisenschiffe des Geschwaders als Freibeuter fahren zu lassen. Bereits im Dezember 1666 hatte er Samuel Pepys eigensinnigen Widerstand hinsichtlich der Abrüstung der Flotte im Hinblick auf den kommenden Frieden kritisiert.

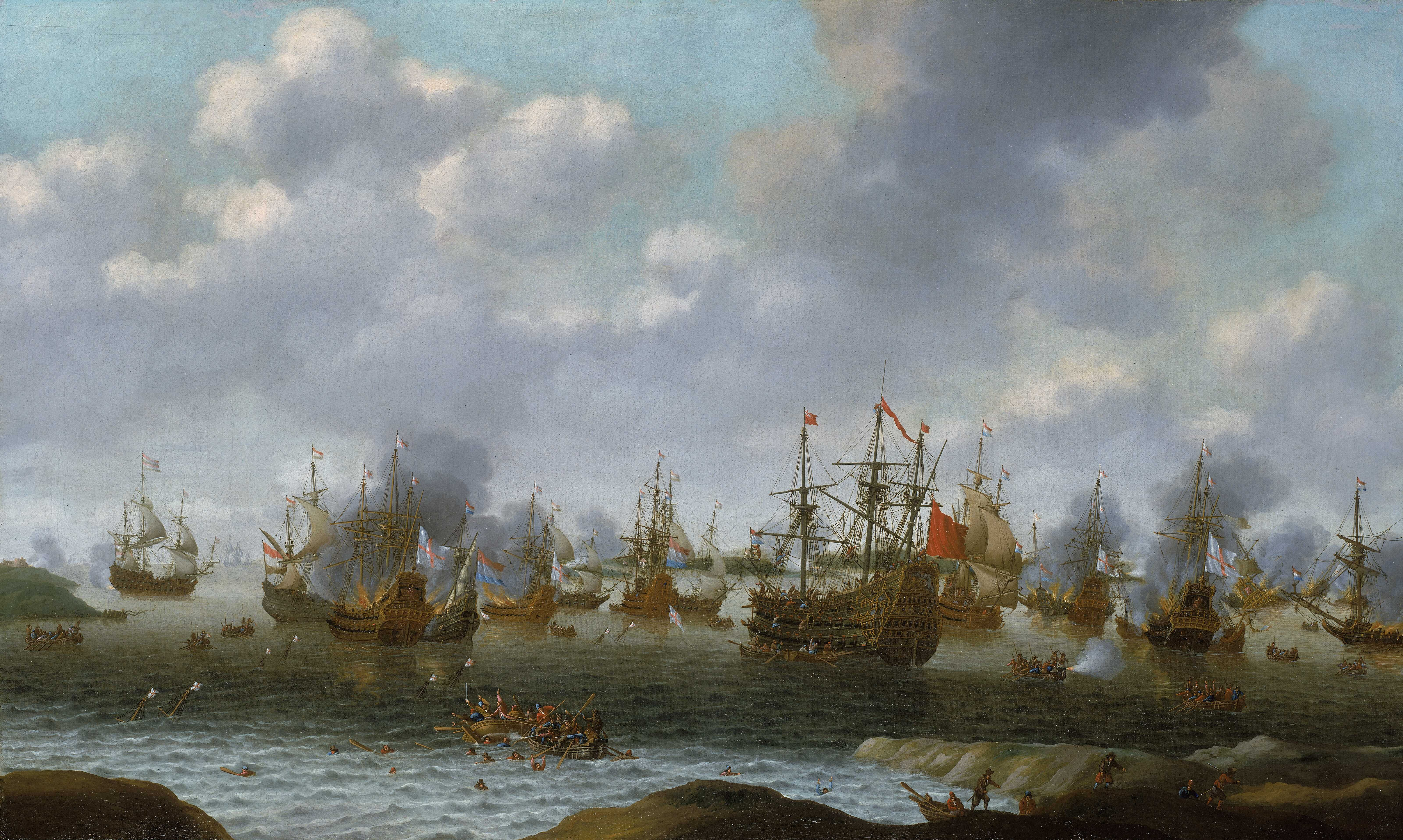
Angriff im Medway

Holmes fürchtete weiterhin einen holländischen Angriff, der dann auch am 10. Juni 1667 erfolgte. Michiel de Ruyter fuhr in den Medway ein, eroberte das Schiff Royal Charles und brannte einen Großteil der englischen Flotte nieder, die dort bei Chatham auf Reede lag. Daraufhin interessierte sich das Parlament wieder mehr für die Marineangelegenheiten. Prinz Rupert und der Duke of Albemarle waren wie viele Marineoffiziere, insbesondere aus dem adligen Lager, unzufrieden mit der Art wie mit ihnen von der Marineführung umgegangen wurde.
Im Winter des Jahres 1666/1667 ließ Holmes seinen Streit mit Sir Jeremy Smith wieder aufleben. Er soll sich mit ihm sogar duelliert haben. Der Streit endete zunächst im Dezember 1668, als Smith Sir William Penns Posten im Marineversorgungsamt übernahm. Auch Holmes hatte sich Hoffnungen gemacht, diesen Posten zu erlangen.
Nach dem Friedensschluss mit den Niederlanden intensivierte Holmes seinen Einfluss auf der Isle of Wight, indem er das Gouverneursamt von Lord Colepeper kaufte. Dadurch wurde er nicht nur für die Inselbefestigungen zuständig (Sandown Castle, Carisbrooke Castle und Yarmouth Castle), sondern erhielt gleichzeitig das Amt des Vizeadmirals des Isle of Wight, Newport und Hampshire. Damit standen ihm auch 2/3 aller Priseneinnahmen zu, die dort erzielt wurden. Zusätzlich wurde er im Oktober 1669 für den Wahlbezirk Winchester ins Parlament gewählt, wo er die Königsfraktion unterstützte.

### Dritter Englisch-Niederländischer Seekrieg
Zu den Vorbereitungen, um die Niederländer zu einem neuen Krieg zu provozieren, gehörte auch die Ernennung von Holmes zum Befehlshaber in Portsmouth, wo er ein starkes Geschwader mit dem 90-Kanonen-Flaggschiff „St. Michael“ kommandierte. Holmes drängte darauf, die große Anzahl von niederländischen Schiffen zu konfiszieren, die englische Häfen unter fremder Flagge anliefen, aber die Regierung schob die Entscheidung darüber so lange auf, bis die Gelegenheit vorbei war. Am 13. März 1672 erhielt Holmes jedoch die Erlaubnis, den nach Holland fahrenden niederländischen Smyrna-Konvoi anzugreifen. Zwei Tage lang lieferten sich die bewaffneten Handelsschiffe und ihre Eskorten eine heftige Schlacht mit dem englischen Geschwader, das dadurch mehr Schaden als erwartet nahm. Die Beute war dagegen eher klein, da unter den eroberten Schiffen offenbar nur ein Schiff des reichen Smyrna-Konvois war.
Zufällig war Sir Edward Spragges Geschwader auf seinem Rückweg aus dem Mittelmeer kurz vor dem Zusammentreffen ebenfalls auf dem Kampfschauplatz erschienen. Aus unbekannten Gründen griff er aber nicht in den Kampf ein und wurde auch nicht von Holmes dazu aufgefordert. Dies führte zu neuen gegenseitigen Verdächtigungen. Ein paar Tage später wurde offiziell der Krieg erklärt und Kommandoposten wurden verteilt. Holmes ging wieder einmal leer aus. Das kann damit zusammenhängen, dass diesmal weniger Kommandos zu verteilen waren, weil das „Weiße Geschwader“ diesmal von der französischen Flotte gestellt wurde. Dementsprechend kämpfte Holmes in der darauf folgenden Seeschlacht von Solebay als einfacher Kapitän im Geschwader des Herzogs von York. Die Schlacht war laut De Ruyters Erinnerungen eine der härtesten und kostete Holmes Freunde Holles und Sandwich das Leben. Während der Schlacht musste der Lord High Admiral zweimal das Schiff wechseln, zunächst von der „Prince“ auf Holmes Schiff „St. Michael“ und später dann auf die „London“. Nachdem Sandwich gefallen war, musste ein neuer Flaggoffizier ernannt werden, doch erneut und endgültig wurden Holmes Hoffnungen enttäuscht.
Nach dem Ende des Feldzugs von 1672 bekam Holmes kein Kommando mehr. Auch die ständige Fürsprache durch seinen einflussreichen Freund, Prinz Rupert, der mittlerweile Oberkommandierender geworden war, nützte nichts. Offenbar wollte der König selbst nicht, dass Holmes wieder beschäftigt wurde. Holmes Marinelaufbahn erfuhr dadurch ein abruptes Ende.

### Sein Leben im „Ruhestand“
Obwohl er ihn nicht mehr in seiner Flotte dienen lassen wollte, bekam Holmes ständig Geschenke vom König. Einkünfte aus Ländereien in Southampton, der Isle of Wight und Wales sowie Landbesitz aus beschlagnahmten Gütern in Galway und Mayo. Er besaß Häuser in London, Englefield Green bei Windsor, Bath und natürlich ein Anwesen in Yarmouth, das einem Gouverneur angemessen war.
Die meiste Zeit verbrachte er damit, die Festungen auf der Isle of Wight auszubauen und parlamentarisch tätig zu sein. Er bewarb sich in den Jahren 1679–1681 nicht für die Exclusion-Parlamente. Im Jahre 1682 zog er sich starkes Missfallen von König Karl II. zu, indem er eine Bittschrift des Herzogs von Monmouth überbrachte. Ein Kriegsgericht wurde vorbereitet und ein Befehl herausgegeben, das Gouverneursamt an den Herzog von Grafton zu übergeben. Holmes schaffte es aber entweder die Anklage abzuwenden oder wurde freigesprochen, da er bis zu seinem Tod Gouverneur blieb. Da Holmes sein Leben lang ein treuer Anhänger der königlichen Brüder war, ist unklar, warum er mit dem Herzog von Monmouth zusammengearbeitet haben soll. Möglicherweise hängt dies mit dem zwielichtigen irischen Bankier Lemuel Kingdon zusammen, der Kontakt zu Holmes Bruder John hatte. Am 21. August 1687 unterzeichnete Außenminister Sunderland einen Befehl, der Holmes das Kommando über ein Geschwader übergab, um die Piraten in der Karibik zu bekämpfen. Es ist aber zweifelhaft, ob Holmes jemals aktiv dieses Kommando übernahm.
Durch eine Wunde, die er während der Schlacht mit dem Smyrna-Konvoi erlitten hatte, verschlechterte sich sein Gesundheitszustand ständig. Daher wurde das Geschwader, das im September 1687 in die Karibik segelte, stellvertretend von Sir John Narborough befehligt.
Holmes kümmerte sich in der Zwischenzeit darum, die Befestigungen gegen eine niederländische Invasion zu verstärken. Am 4. November 1688 betraten fünf Seeleute der Invasionsflotte die Isle of Wight, um Proviant zu kaufen und wurden von der Bevölkerung freundlich behandelt. Während die englische Flotte in einer Flaute vor Beachy Head lag, landete William III. seine Streitkräfte bei Torbay. Holmes hatte es gleichzeitig mit einer meuternden Miliz zu tun. König Jakob floh aus seiner Hauptstadt und das Parlament übernahm ersatzweise die Führung des Staates. Einen Tag später übergab der Oberkommandierende Sir George Legge die Flotte an William. Holmes leistete jedoch noch bis zum 17. Dezember Widerstand und ergab sich. Holmes blieb Gouverneur der Isle of Wight, wobei er gelegentlich einer jakobitischen Verschwörung verdächtigt wurde. Seine Bedenken gegen den Sturz von König Jakob II. kamen hauptsächlich aus seiner Loyalität als Berufssoldat gegenüber seinem Befehlshaber. Er stimmte zwar im Parlament gegen die Thronbesteigung von William und Mary, diente ihnen dann aber als treuer Untertan, wie er es auch gegenüber den Stuartkönigen getan hatte.
Obwohl seine Gesundheit ihn immer öfter dazu zwang, in Bath zu kuren, brachte ihn die Gefahr von französischen Invasionen in den Jahren 1690 und 1692 dazu, eilig auf seinen Posten zurückzukehren.
Er starb am 18. November 1692 und hinterließ Mary, seine uneheliche Tochter und Erbin (* 1678, die Mutter ist unbekannt). Einige Quellen berichten, dass die Mutter Grace Hooke gewesen sei, eine Nichte des berühmten Wissenschaftlers Robert Hooke. Wie es der Wunsch ihres Vaters war, heiratete sie Henry Holmes, den Sohn seines älteren Bruders Oberst Thomas Holmes von Kilmallock aus der Grafschaft Limerick. Ihr Sohn Thomas bekam für die Familie 1760 den Adelstitel des Baron Holmes von Kilmallock.
Holmes jüngerer Bruder, Sir John Holmes, war ein angesehener und kompetenter Kapitän in der königlichen Marine. Jahrelang diente er zusammen mit seinem bedeutenden Bruder und kommandierte die Kanalflotte von 1677 bis 1679.